# Tranvía de Medellín
El Tranvía de Medellín, también conocido como Tranvía de Ayacucho, es un sistema de tranvía que ofrece servicio al área metropolitana del Valle de Aburrá en Medellín, Antioquia, Colombia. Comenzó las operaciones de prueba el 20 de octubre de 2015. La línea de tranvía consta de 9 estaciones, tres de las cuales permiten intercambios con el Metro de Medellín y los sistemas de Metrocable. El Tranvía es operado por la Empresa de Transporte Masivo del Valle de Aburrá Ltda. - Metro de Medellín Ltda. y es el único tranvía con llantas de goma en Colombia.
Medellín alguna vez tuvo una red estándar de tranvías con ruedas de acero. Primero se abrió como un tranvía de caballos y luego se convirtió en tranvías eléctricos. Las rutas se construyeron por etapas y la red alcanzó su tamaño máximo en 1945, servida por una flota de 61 tranvías. Sin embargo, como la mayoría de las ciudades del mundo durante las décadas de 1950 y 1960, el servicio de tranvía se abandonó por completo en 1951.
A fines del 2000, los planes para regresar los tranvías a Medellín comenzaron a concretarse. Los primeros contratos del proyecto se firmaron en 2011. Se decidió que el nuevo tranvía de Medellín utilizaría vehículos Translohr, importados de Francia, ya que los tranvías con ruedas de caucho podrían manejar las empinadas colinas de la línea mejor que un tranvía convencional con ruedas de acero. La construcción de la línea comenzó en 2012 y la entrega de los vehículos Translohr comenzó en 2014.
El 13 de julio de 2015 se realizaron las primeras pruebas. El servicio gratuito y limitado de pasajeros comenzó el 15 de octubre de 2015, y el 31 de marzo de 2016 comenzaron oficialmente las operaciones regulares de pasajeros.
Forma parte del SITVA, junto con el Metro, el Metroplús, el Metrocable, EnCicla y el SIT.

## Historia
Durante el siglo XIX, el medio de trasporte predominante en la ciudad eran los vehículos de tracción animal. El 23 de enero de 1887, entra a funcionar el servicio de «tranvía de mulas» también conocido como «tranvía de sangre». En 1899, Carlos Corialono Amador Fernández, empresario y filántropo antioqueño, estrenó el primer vehículo particular que rodó por las calles de Medellín.
Durante el siglo XX, en 1913, Ricardo Olano importó de Alemania algunos vehículos de transporte público, sin embargo no pudieron ser usados por las condiciones de las vías de la ciudad. En 1919 se iniciaron los trabajos del tranvía eléctrico. En octubre de 1921, se inauguró la primera línea del tranvía: La América con 4.68 km. En noviembre de este mismo año, comenzó la operación de la línea del barrio Buenos Aires. En 1923, el tranvía contaba con cuatro líneas y 12 carros y movilizaba cerca de 9150 pasajeros diarios. En noviembre de 1927, entró en operación la última línea del tranvía, que se llamaba El Salvador y tenía una extensión de 2.03 km. En la década de 1920, también circuló el bus eléctrico conocido como Los Ángeles. Su trayecto era entre la estación Cisneros del Ferrocarril de Antioquia y el barrio Los Ángeles. Para 1930, ya circulaban por las calles de Medellín algunos buses de servicio público. En 1950, el bus toma auge, debido a que era un servicio más versátil porque podían cubrirse más rutas que fueron necesarias por el crecimiento de la ciudad.

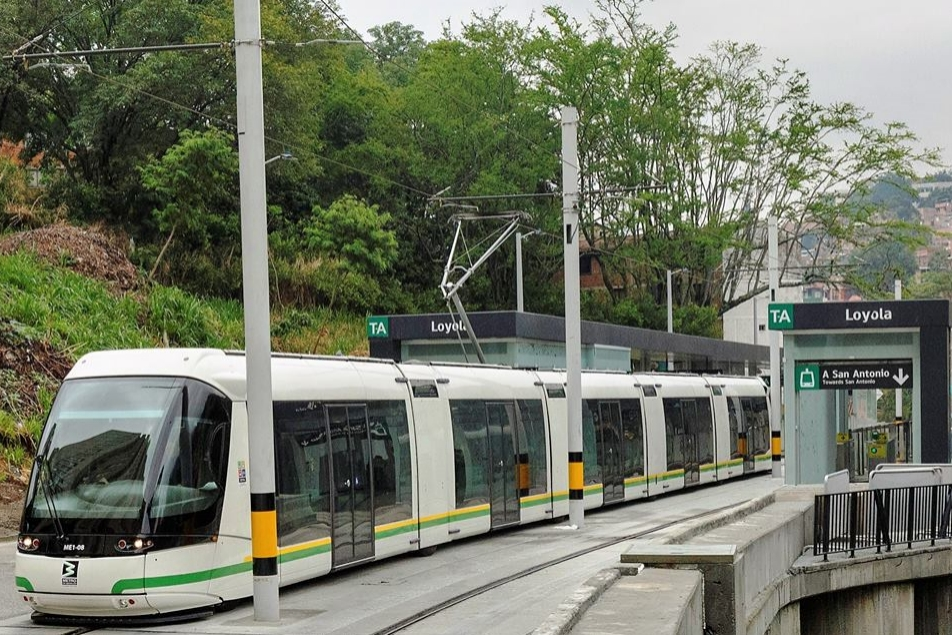
Tranvía en la estación Loyola.

Después del cierre de la red de tranvías en la década de 1950, la gente de Medellín pensó que se había eliminado el único obstáculo pasado de moda para viajar sin problemas en la ciudad y que la ciudad podría moverse más rápido que antes, pero años después resultó ser falso. El incremento descontrolado de vehículos automotores como autobuses, taxis y autos particulares comenzó a asfixiar las calles de Medellín. Como la mayoría de los países sudamericanos, Colombia sufría muchos problemas típicos de los países en desarrollo, incluida la contaminación, los atascos de tráfico, la migración ilegal, el bajo nivel de alfabetización y una población en auge. El crecimiento de la población de Medellín llevó a un número cada vez mayor de automóviles privados a salir a las calles, lo que congestionó el tráfico de la ciudad. La ciudad incluso se volvió más lenta que antes del final de las operaciones del tranvía. A partir de la década de 1980, estos problemas se agudizaron y, a mediados de la década de 1990, los habitantes de Medellín se dieron cuenta de que el uso desenfrenado del automóvil privado y el cierre del antiguo tranvía había sido un error.
En 1995 se abrió un sistema de metro, utilizando una pequeña parte de la antigua red de tranvías, y gradualmente se construyeron dos rutas de metro. Pero para muchas zonas de baja densidad, esta no era la solución ideal, por lo que el metro no se extendió por todos los barrios de Medellín.
Muchas ciudades del mundo como Túnez, Argel, Sídney, Buenos Aires, Shanghái, Dublín, Edimburgo, Atenas, etc. enfrentaban problemas similares en ese momento y habían optado por reintroducir una red de tranvías. Inspirándose en estos ejemplos, la ciudad de Medellín también decidió devolver el tranvía.
Tratando de corregir el error de cerrar la antigua red de tranvías, el gobierno comenzó a tomar medidas para disminuir la contaminación lo antes posible. El centro de Medellín ya estaba servido por el metro, pero el transporte público en el oriente de Medellín no era suficiente. Para resolver este desafío, la autoridad de transporte decidió en 2015 construir el primer tranvía en el área de Miraflores, que se encuentra en el lado este de la ciudad principal.
El 13 de mayo de 2011, la ciudad firmó un contrato con Lohr Industrie de Francia (adquirida por Alstom en 2012) para construir una línea Translohr entre el cruce de metro de San Antonio y el lado este de la ciudad, una especie de continuación hacia el este de la ruta B del metro. Un vehículo Translohr se parece a un tranvía y obtiene energía de los cables aéreos, pero funciona con neumáticos de goma y es guiado por un riel central. Se decidió utilizar un sistema de llantas de goma debido a las elevaciones en esta área. Un vehículo Translohr debería ser ideal para subir la pendiente del 12% en la Calle 49, también conocida como avenida Ayacucho, que fue el camino de la línea de tranvía de Buenos Aires hasta 1951. Desde dos puntos de la línea de teleféricos, cada uno con dos secciones, la línea transporta pasajeros aún más alto hacia las colinas. La construcción del nuevo "tranvía" comenzó en 2012.
El primero de los 12 vehículos Translohr llegó de Francia en julio de 2014. Metro de Medellín realizó las primeras pruebas de funcionamiento el lunes 13 de julio de 2015. La línea es operada por Metro de Medellín, aunque no es un metro.

### Línea de tiempo
- 1951 - El último tranvía convencional funcionó.
- 2011 - Se tomó la decisión de construir una línea de tranvía con neumáticos.
- 2012 - La construcción comenzó oficialmente.
- 2016 - El servicio comercial comenzó el 31 de marzo.

## Infraestructura

### Líneas Tranviarias
El tranvía de Medellín, en su Línea T consta de tres estaciones de transferencia y seis paraderos, fue inaugurada en octubre de 2015.
| Línea del Tranvía de Medellín |       |          |                                |                     |                  |                   |                           |
| Línea                         | Color | Longitud | Terminales                     | Apertura            | Tipo de trayecto | N.º de estaciones | Tipo de estación          |
|                               | Verde | 4.3 km   | San Antonio - Estación Oriente | 31 de marzo de 2016 | Trayecto a nivel | 9                 | 6 paraderos, 3 estaciones |

### Línea T
La línea T recorre la ciudad desde el centro, hasta el barrio Alejandro Echavarría en el oriente de la ciudad. Y viceversa, desde dicho barrio hasta la estación de transferencia de San Antonio. Esta línea cuenta con tres estaciones de intercambio en:
- En San Antonio, con posibilidad de transferencia a las línea A  y línea B  del Metro de Medellín.

- En San José, con posibilidad de transferencia a la Línea 2  del Metroplús.

- En Miraflores la transferencia puede realizarse a la Línea M  del Metrocable.

- Igualmente en la Estación Oriente el cambio es posible a la Línea H  del Metrocable.

La línea T se constituye en una importante apuesta por articular al SITVA, un sistema tranviario para población con deficiencia en la prestación del servicio de transporte urbano. Este proyecto, ha reducido enormemente la congestión motorizada y vehicular en la zona oriental de Medellín y ha potenciado nuevos usos de viajes en la ciudad de Medellín.
Se planea construir un tranvía que vaya desde la estación Aguacatala, con conexión al metroplús y también a la estación floresta hasta llegar hasta la estación Caribe, con el nombre de Tranvía de la 80.

### Estaciones
El Tranvía de Medellín cuenta en su Línea inicial con un total de nueve estaciones. Cuatro de ellas de transferencia.
- San Antonio
- San José
- Pabellón del agua EPM
- Bicentenario
- Buenos Aires
- Miraflores
- Loyola
- Alejandro Echavarría
- Oriente

## Características
Las rutas de los tranvías modernos se ejecutan completamente en vías libres y en el medio de la carretera. Debido a los neumáticos de goma, no es posible colocar pistas sobre hierba, ya que solo se pueden construir sobre carreteras de hormigón. El tranvía recorre muchas avenidas numéricas a través de Buenos Aires, Miraflores, Alejandro Echevarria y conecta el centro de la ciudad con la parte este de la ciudad. Todas las paradas tienen andenes laterales excepto ambas terminales, que tienen andenes en isla.

### Flota

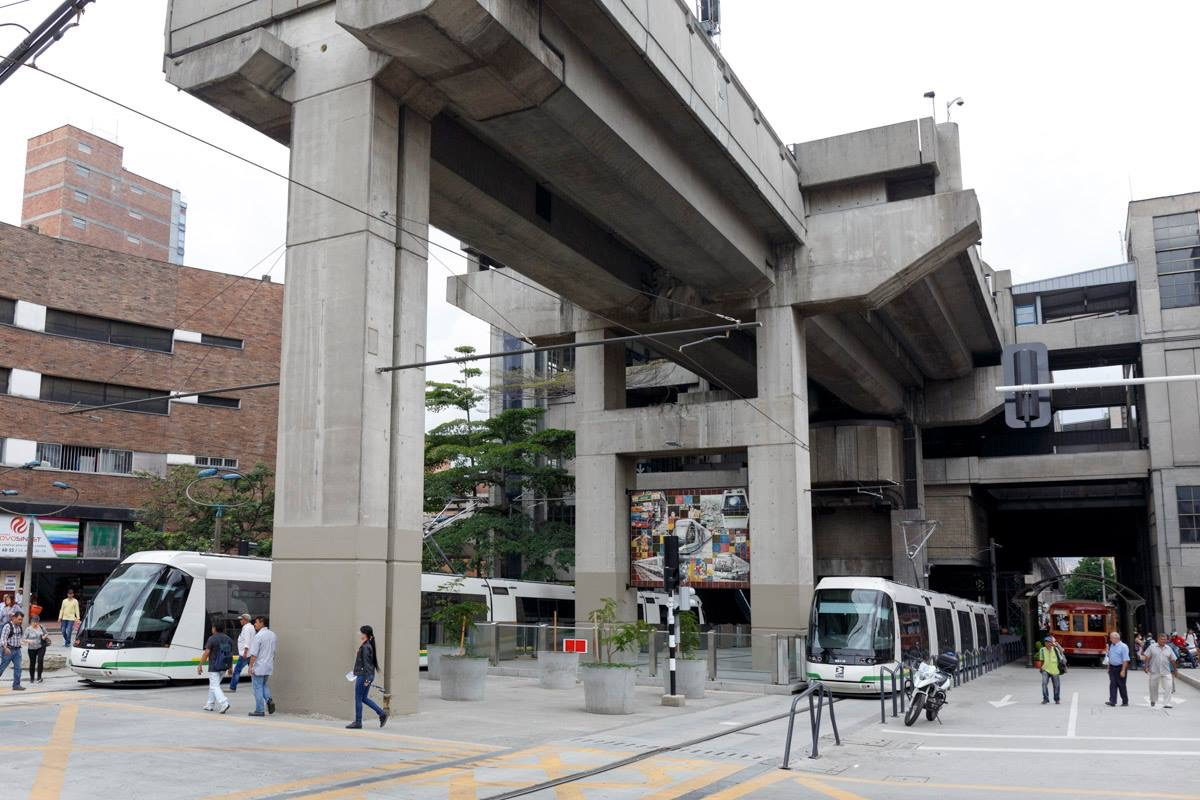
La terminal de San Antonio de la línea ubicada debajo de la estación de metro de San Antonio-

El material rodante fue fabricado por Translohr. Todos los tranvías son de piso bajo y cuentan con aire acondicionado. Cada tranvía tiene cinco secciones.

### Depósito y terminales
El único depósito de tranvías está en Miraflores. Las terminales son San Antonio y Oriente.

### Alineación e intercambios
La ruta del tranvía moderno discurre completamente sobre una calzada de hormigón. Tiene enlace con las Líneas 1 y 2 del Metro de Medellín en la estación San Antonio

### Información práctica
- Longitud total - 4,3 km.
- Inaugurado - 31/3/2016.
- Número de paradas -9
- Número de ruta - 1.
- Número de tranvías - 12

## Método de pago
El pago antes de subir al tranvía se realiza bien con la Tarjeta Cívica, que es un título de transporte electrónico recargable, mediante un sistema RFID(acrónimo de Identificación por Radiofrecuencia) o bien con una tarjeta inteligente sin contacto, que es detectada por los lectores a una distancia de unos 8cm Es uno de los medios de pago a utilizar del Sistema Integrado de Transporte del Valle de Aburrá (SITVA), que permite una mayor rapidez en los ingresos por torniquete y en el tiempo de carga y recarga de la tarjeta.
El trámite para la obtención de dicha tarjeta es gratuito y la tarjeta es entregada inmediatamente. La tramitación puede ser realizada por colombianos presentando su cédula de ciudadanía y por extranjeros presentando su cédula de extranjería o su pasaporte, en los puntos de atención al cliente.

### Tarifas
Las tarifas del sistema se establecen anualmente mediante resolución oficial emitida por el Área Metropolitana del Valle de Aburrá, en su calidad de autoridad de transporte. Estas tarifas son de obligatorio cumplimiento para todos los modos integrados en el SITVA y pueden ser modificadas de acuerdo con criterios técnicos, financieros y de política pública.
La Tarjeta Cívica permite acceder a diferentes tipos de tarifas según el perfil del usuario y el modo de transporte. Los usuarios que registran su tarjeta pueden acceder a tarifas preferenciales, que incluyen subsidios para estudiantes, adultos mayores, personas con discapacidad (PMR) y beneficiarios del Sisbén. Estas tarifas diferenciales son posibles gracias al sistema de personalización, el cual asocia el perfil socioeconómico del usuario a la tarjeta.
Las siguientes tarifas comenzaron a regir a partir del 1 de enero de 2025:
| Esquema de integración                             | Esquema de integración                                                           | Perfil tarifario   | Perfil tarifario   | Perfil tarifario   | Perfil tarifario   | Perfil tarifario     |
| -------------------------------------------------- | -------------------------------------------------------------------------------- | ------------------ | ------------------ | ------------------ | ------------------ | -------------------- |
| Esquema de integración                             | Esquema de integración                                                           | Frecuente          | Adulto mayor       | Estudiantil        | PMR                | Al portador Eventual |
| 1                                                  | Metro / Ruta alimentadora / Tranvía / Metroplús / Metrocable                     | $3 430             | $3 060             | $1 420             | $2 480             | $3 900               |
| 2                                                  | Tranvía / Metroplús + Metro / Metrocable                                         | $3 430             | $3 060             | $1 420             | $2 480             | $3 900               |
| 3                                                  | Ruta alimentadora + Tranvía / Metroplús                                          | $3 430             | $3 060             | $1 420             | $2 480             | $3 900               |
| 4                                                  | Tranvía + Metrocable / Metro                                                     | $3 430             | $3 060             | $1 420             | $2 480             | $3 900               |
| 5                                                  | Ruta alimentadora + Metro / Metrocable                                           | $4 110             | $3 740             | $2 100             | $3 160             | $4 580               |
| 6                                                  | Ruta alimentadora + Tranvía / Metroplús + Metro / Metrocable                     | $4 110             | $3 740             | $2 100             | $3 160             | $4 580               |
| 7                                                  | Ruta alimentadora + Ruta alimentadora                                            | $4 110             | $3 740             | $2 100             | $3 160             | $4 580               |
| 8                                                  | Ruta alimentadora + Tranvía / Metroplús + Ruta alimentadora                      | $4 790             | $4 420             | $2 780             | $3 840             | $5 260               |
| 9                                                  | Ruta alimentadora + Metro / Metrocable + Ruta alimentadora                       | $5 470             | $5 100             | $3 460             | $4 520             | $5 940               |
| 10                                                 | Ruta alimentadora + Tranvía / Metroplús + Metro / Metrocable + Ruta alimentadora | $5 470             | $5 100             | $3 460             | $4 520             | $5 940               |
| Perfiles tarifarios Línea L – Cable Turístico Arví | Perfiles tarifarios Línea L – Cable Turístico Arví                               | Costo por trayecto | Costo por trayecto | Costo por trayecto | Costo por trayecto | Costo por trayecto   |
| 1                                                  | Tarifa para estratos 1, 2 y 3                                                    | $3 500             | $3 500             | $3 500             | $3 500             | $3 500               |
| 2                                                  | Tarifa para nacionales con tarjeta Cívica personalizada                          | $10 950            | $10 950            | $10 950            | $10 950            | $10 950              |
| 3                                                  | Tarifa para extranjeros o usuarios sin tarjeta personalizada                     | $24 500            | $24 500            | $24 500            | $24 500            | $24 500              |

Estas tarifas del Cable Arví comenzaron a regir desde el 11 de abril de 2025.

## Expansión propuesta
Está prevista la construcción de una línea de tranvía que vaya desde la estación de metro Aguacatala hasta la estación de metro Caribe, proporcionando conexiones intermedias con Metroplús y parada en la estación de metro Floresta. El número 80 se usaría para designar esta línea.
El alcalde Federico Gutiérrez en su campaña también planteó como propuesta de movilidad construir otro corredor con la misma tecnología de tranvía que conecte la estación de Aguacatala con Palos Verdes, cruzando la avenida 34 hasta Palmas, y continuando por la avenida, cruzando el tranvía de Ayacucho antes de llegar a su terminal. La ruta del tranvía también proporcionaría una conexión con Metroplús.